# SmartLynx Airlines
SmartLynx Airlines ist eine lettische Charterfluggesellschaft mit Sitz in Riga und Basis auf dem Flughafen Riga. Sie ist eine Tochtergesellschaft der lettischen Smart Aviation Holdings.

## Geschichte
SmartLynx Airlines wurde 1992 in Riga gegründet und nahm 1993 den Betrieb mit einer geleasten Tupolew Tu-134 auf. Im Jahr 2006 begann eine Kooperation mit  Icelandair, die einen Anteil von 55 Prozent an SmartLynx Airlines übernahm.
Im September 2019 übernahm Procyone, eine Tochtergesellschaft von Avia Solutions Group, SmartLynx. Im Februar 2022 kündigte Smartlynx Airlines die Einflottung von zwei Boeing 737 MAX 8 an, die von SMBC Aviation Capital geleast werden sollen. Außerdem wurde im März 2022 verkündet, dass Smartlynx Airlines ab dem Jahr 2023 sechs Airbus A330P2F von Air Transport Services Group leasen wird.
Im Winter 2024/2025 geriet SmartLynx in Schwierigkeiten, da mehrere wichtige Kundenverträge, unter anderem mit AJet, EAT Leipzig (DHL) und TUI verloren gingen.  Als Konsequenz musste die Flottenplanung überarbeitet werden, sodass die Flotte deutlich verkleinert und sämtliche Boeing 737 MAX ausgeflottet werden.

## Dienstleistungen
SmartLynx Airlines bietet ihre Flugzeuge in erster Linie im Ad-hoc-Charter und Wet-Lease für andere Fluggesellschaften an. In der Sommersaison 2013 flog sie beispielsweise für Condor und Travel Service.
Seit der Übernahme von Teilbereichen der Air Berlin least EasyJet zusätzliche Kapazitäten von Smartlynx. Die gemieteten Airbus A320 wurden im Wet-Lease primär vom Flughafen Berlin-Tegel eingesetzt.

## Tochtergesellschaften
- SmartLynx Airlines Estonia wurde 2012 in Estland gegründet.
- SmartLynx Airlines Malta wurde 2018 in Malta gegründet.

Ehemalige Tochtergesellschaften:
- SmartLynx Italia wurde 2009 in Italien gegründet und hat 2011 den Betrieb eingestellt.
- SmartLynx Airlines Cabo Verde wurde 2016 in Kap Verde gegründet. Sie hat den Betrieb nie aufgenommen und wurde 2017 aufgelöst.

## Flotte

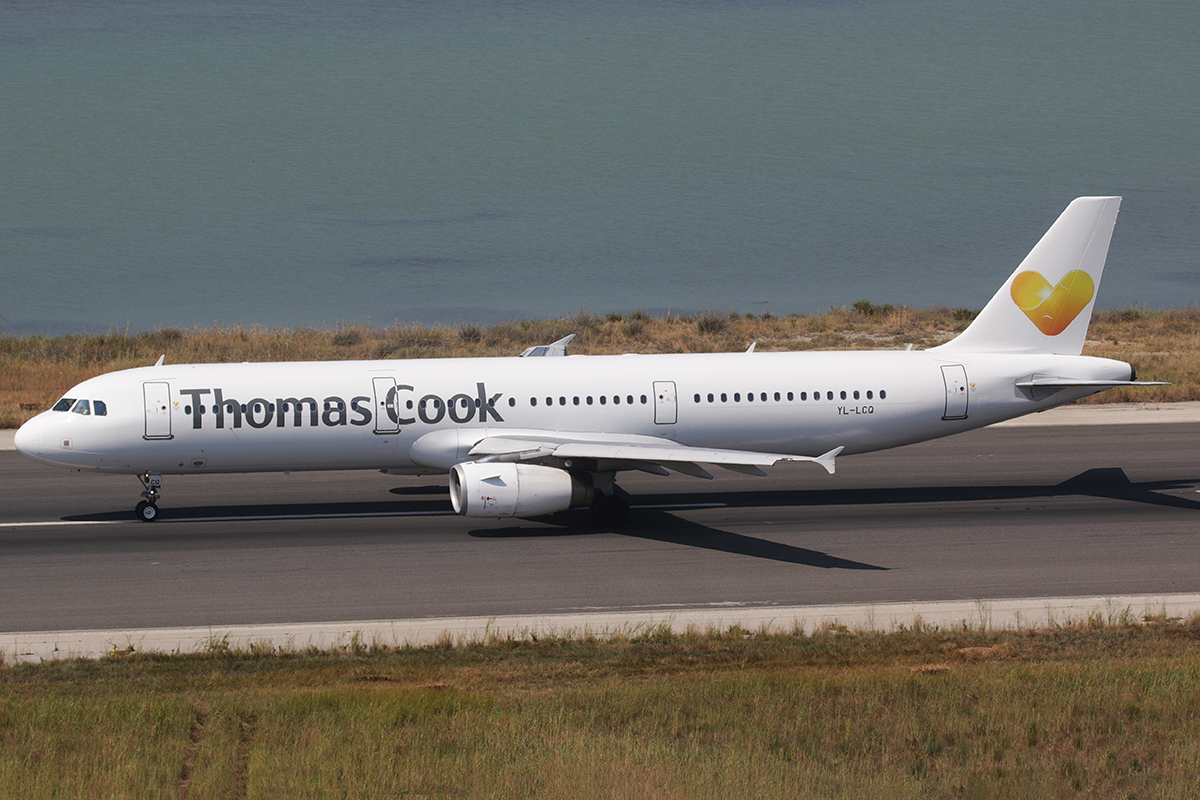
Airbus A321-200 der SmartLynx Airlines vormals für Thomas Cook Airlines UK betrieben

Mit Stand April 2025 besteht die Flotte der SmartLynx Airlines aus 17 Flugzeugen mit einem Durchschnittsalter von 17,4 Jahren:

### SmartLynx Airlines Lettland
| Flugzeugtyp     | Anzahl | bestellt | Anmerkungen                                                 | Sitzplätze | Durchschnittsalter |
| --------------- | ------ | -------- | ----------------------------------------------------------- | ---------- | ------------------ |
| Airbus A320-200 | 11     |          | eine inaktiv; eine betrieben für Air Peace, acht für IndiGo | 180        | 16,2 Jahre         |
| Airbus A321-200 | 05     |          | drei inaktiv                                                | 220        | 19,6 Jahre         |
| Airbus A321P2F  | 01     |          | inaktiv                                                     | -          | 19,6 Jahre         |
| Gesamt          | 17     | -        |                                                             |            | 17,4 Jahre         |

## Kritik
Smartlynx wird zunehmend stärker für die Arbeitsbedingungen vor allem im Cockpit kritisiert. Bei der Mitgliederbefragung der European Cockpit Association zur Einstufung der Arbeitsbedingungen bei Piloten erreichte Smartlynx Airlines  15 von 100 möglichen Punkten und belegt damit in Europa den letzten Platz, deutlich hinter den ebenfalls stark kritisierten Fluggesellschaften Wizz Air, Ryanair oder Lauda Europe, welche zum Teil mehr als die doppelte Punktzahl erreichen. Besonders kritisiert wird neben niedrigen Gehältern, dass die Piloten über eine Agentur in Dubai angestellt würden, um die europäischen Arbeitsrechte zu umgehen, und eine niedrige Planungsstabilität bei Dienstplänen.
SmartLynx gerät vor allem in den Sommersaisons immer wieder aufgrund hoher Verspätungen, stehengelassenem Gepäck und Flugausfällen in die Kritik.
Nachdem es zu massiven Beschwerden seitens der Fluggäste und Condor-Repräsentanten gekommen war, beendete die deutsche Fluggesellschaft im Januar 2023 bereits nach wenigen Wochen vorzeitig die Zusammenarbeit mit SmartLynx Airlines Malta auf der Langstrecke. SmartLynx hatte zu diesem Zeitpunkt mehrere Airbus A330-300 für Condor betrieben, um entstandene Lücken bei der Umflottung auf die Airbus A330neo zu schließen. Neben häufigen Verspätungen kam es zu großer Kritik am schlechten Zustand der Kabineneinrichtung aufgrund stark beschädigter Sitze und mangelnder Englisch-Kenntnisse der SmartLynx-Kabinenbesatzungen.
Im Winter 2024/2025 beendete AJet kurzfristig den Leasingvertrag von 19 SmartLynx-Flugzeugen, dies wurde mit der hohen Unzuverlässigkeit aufgrund von massiven technischen Problemen und Wartungsmängeln begründet.